# 圆卷螺科
圆卷螺科（学名：Volvatellidae）是腹足纲下的一个科。根據2005年的《布歇特和洛克羅伊的腹足類分類》，本科屬於囊舌類支序长足总科的成員。

## 下属分类
本科包括以下属：
- Ascobulla Ev.Marcus, 1972
- 圆卷螺属 Volvatella Newton, 1891，别名：Volvatella Pease, 1860